# Ozarba hemiochra
Ozarba hemiochra är en fjärilsart som beskrevs av George Francis Hampson 1910. Ozarba hemiochra ingår i släktet Ozarba och familjen nattflyn. Inga underarter finns listade i Catalogue of Life.

## Bildgalleri

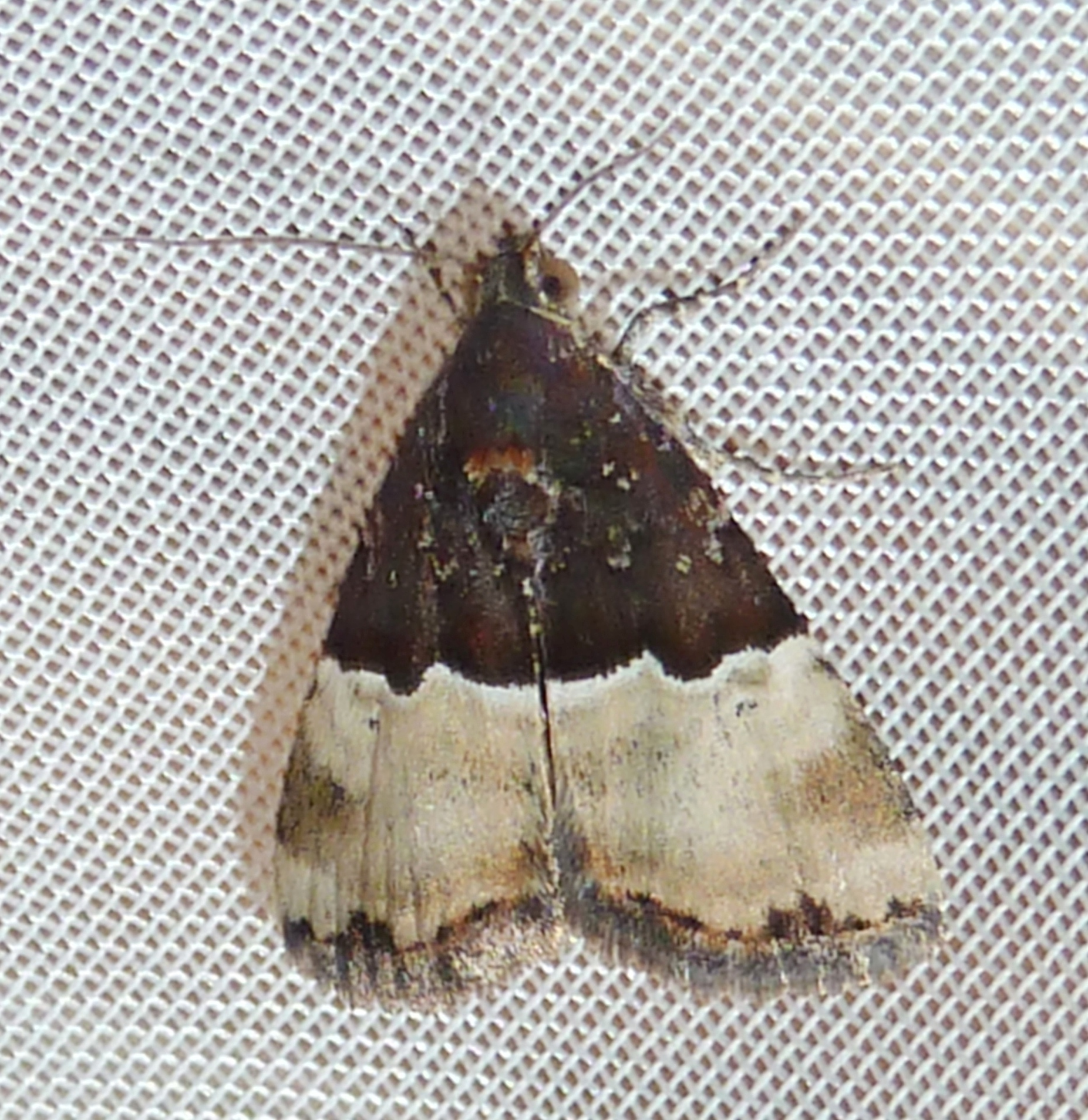